# 三苯基甲基溴化𬭸
三苯基甲基溴化𬭸是一种有机磷化合物，化学式为[(C6H5)3PCH3]Br，是一种季𬭸盐，为可溶于极性有机溶剂的白色固体。

## 合成与反应
三苯基甲基溴化𬭸可由三苯基膦和溴甲烷反应得到：
Ph3P + CH3Br → Ph3PCH3Br
它是亚甲基化试剂亚甲基三苯基膦的重要前驱体，可由和强碱的反应制得。
Ph3PCH3Br  +  BuLi  →  Ph3PCH2  +  LiBr  +  BuH